# Prosopofrontina cerina
Prosopofrontina cerina là một loài ruồi trong họ Tachinidae.